# 보리스 타쉬치
보리스 보리소비치 타쉬치(우크라이나어: Бори́с Бори́сович Тащи́, 1993년 7월 26일 ~ )는 우크라이나와 불가리아 복수국적자 축구 선수로, 포지션은 공격수이다.